# Granowo
Granowo (deutsch Granowo; 1943–1945 Granau) ist ein Dorf im Powiat Grodziski der Woiwodschaft Großpolen in Polen. Es ist Sitz der gleichnamigen Landgemeinde mit 5087 Einwohnern (Stand 31. Dezember 2020).

## Geschichte
Das Dorf wurde 1298 das erste Mal schriftlich erwähnt. Ende des 14. und Anfang des 15. Jahrhunderts gehörte der Ort Wincenty Granowski. Seine Frau Elżbieta wurde nach seinem Tod die dritte Ehefrau von Władysław II. Jagiełło. 
Sehenswert in Granowo ist 1729 erbaute St. Martin-Kirche. An der Kirche befindet sich ein Glockenturm aus dem 19. Jahrhundert.

## Gemeinde
Zur Landgemeinde (gmina wiejska) Granowo gehören das Dorf selbst und 12 weitere Dörfer mit Schulzenämtern (sołectwa).